# Fusil de précision FPK
Pour les articles homonymes, voir FPK.

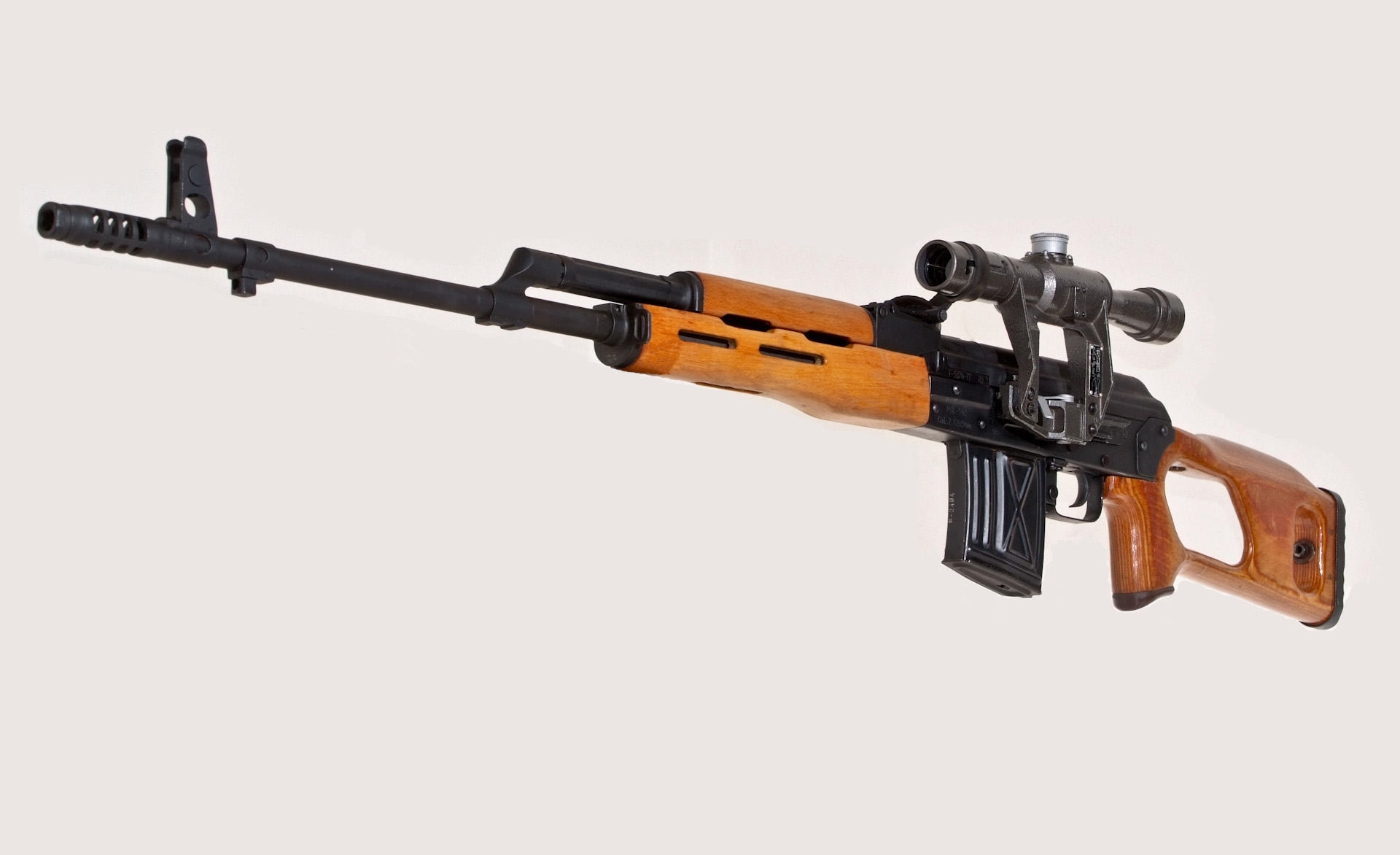
Le FPK/PSL roumain

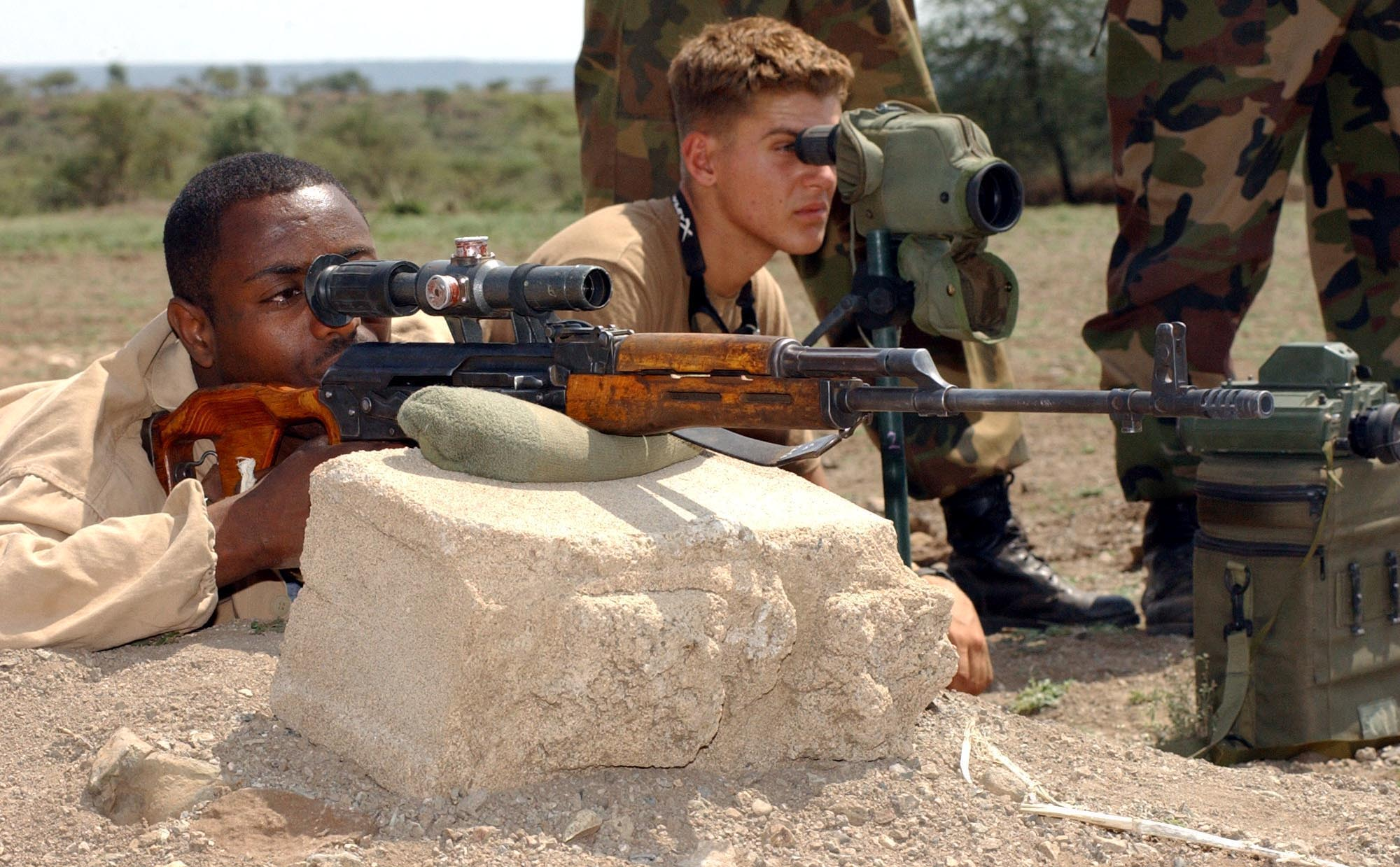
Soldat des Forces de défense nationale éthiopiennes s'entraînant avec un PSL sur le champ de tir de Camp Ramrod en Éthiopie en 2003.

Connu en dehors de Roumanie comme FPK, le Puşca Semiautomată cu Lunetă (PSL) est un fusil de précision semi-automatique inspiré par le SVD soviétique mais il n'en reprend pas le mécanisme, il s'agit d'un modèle AK dimensionné pour le 7.62x54R.

## Présentation
Le FPK fut adopté par l'Armée roumaine en 1974 pour remplacer les Mosin Nagant 91/30 vieillissants équipant ses snipers (tireurs d'élite).
Le « Dragunov roumain » fut conçu pour servir d'arme d'appui et de couverture, en portant la distance de feu d'un peloton d'infanterie jusqu'à une distance de 800 mètres. Dans cette configuration, il est équipé d'une fixation pour baïonnette au bout du canon. Celle ci est parfois utilisée dans le rôle de contre-poids pour équilibrer l'arme.
Les différences avec le SVD viennent de :
- la fabrication de la carcasse en tôle emboutie;
- la crosse simplifiée en lamellé-collé intégrant un appuie-joue non réglable,
- le garde-main plus carré muni de 4 évents latéraux (six sur le SVD),
- les ouïes du cache-flamme sont verticales,
- le mécanisme de l'arme qui n'a rien à voir avec celui du SVD,
- le chargeur qui est différent,
- pour résumer le seul point commun avec le SVD est le calibre 7.62x54R et la ressemblance à première vue.

## Fiche technique
- Fabricant : Arsenaux roumains, Cugir ( Roumanie).
- Mécanisme : emprunt des gaz, tir semi-automatique.
- Encombrement (longueur totale/masse à vide sans lunette) : 1,15 m/4,3 kg.
- Canon : 62 cm.
- Munition : 7,62 mm Mosin-Nagant.
- Chargeur : 10 coups.
- Portée pratique : 300-600 m.

## Utilisateurs
Le PSL est réglementaire dans les armées des pays suivants : Afghanistan; Bangladesh;  Corée du Nord; Éthiopie; Iraq, Kurdistan irakien; Kurdistan syrien; Roumanie.

## Versions civiles
Selon les pays, des versions de tir sportif sont commercialisées sous les noms de PSL-54C, Romak III, FPK Dragunov ou SSG-97 (Scharfschutzengewehr - 1997). Cette dernière version chambrée en .308 Winchester est importée aux États-Unis par les firmes suivantes : Century Arms International, InterOrdnance, et Tennessee Gun Importers (TG Knox).

## Dans la culture populaire
Le FPK est utilisable dans les jeux vidéo Splinter Cell, Just Cause 2 ou Max Payne 2: The Fall of Max Payne (sous le nom erroné de Dragunov).
Le FPK arme des snipers irakiens dans Démineurs, Les Soldats du désert et American Sniper. C'est aussi l'arme des tireurs embusqués bosniaques et serbes dans Au pays du sang et du miel. Il est reconnaissable dans les mains des Talibans afghans dans Forces spéciales ou  Kandahar.
Il s'agit aussi de l'arme servant à commettre une tentative d'assassinat sur la Secrétaire d'État à l'Intérieur Julia Montague dans la série télévisée britannique Bodyguard

## Source
- (en) Cet article est partiellement ou en totalité issu de l’article de Wikipédia en anglais intitulé « PSL (rifle) » (voir la liste des auteurs) récoupé et complété par la lecture de L'encyclopédie illustrée des fusils, fusils mitrailleurs et mitrailleuses, Terres Éditions, 2013 (traduction française d'un ouvrage collectif anglais).